# جوزف گراهام (بازیکن فوتبال)
جوزف گراهام (انگلیسی: Joseph Graham؛ 1889 – ۱۹۳۵ (۴۵−۴۶ سال)) بازیکن فوتبال بود.